# جویس کینگ
جویس کینگ (انگلیسی: Joyce King; ۱ سپتامبر ۱۹۲۰ – ۱۰ ژوئن ۲۰۰۱) ورزشکار دو و میدانی اهل استرالیا بود.